# مرض إيليس
مرض إيليس هو نوع من اعتلال الأوعية الدموية ، وهو ما يعرف أيضًا باسم اعتلال الشبكية العصبي ، أو التهاب الشبكية المحيطي، والتهاب محيطي أولي في شبكية العين ، هو مرض بصري يتميز بالتهاب وانسداد محتمل للأوعية الدموية للشبكية، ونمو غير طبيعي للأوعية الدموية الجديدة، (نمو الأوعية الدموية) ، ونزيف في شبكية العين و vitreal المتكررة. يعتبر مرض إيليس ذو الصورة السريرية المميزة، والكشف عن تصوير الأوعية فلوريسئين، وبالطبع الطبيعي كيانًا محددًا لمرض معين.

## عرض
غالبًا ما يكون المرضى بدون أعراض في المراحل الأولى من التهاب محيط الشبكية. قد يصاب بعض المرضى بأعراض مثل العوامات أو عدم وضوح الرؤية أو حتى التقلص الشديد في الرؤية بسبب النزيف الزجاجي الهائل. الرؤية في هؤلاء المرضى يمكن أن تكون طبيعية لتسليم الحركات أو إدراك الضوء فقط. تعد حالة البيلتري شائعة جدًا (50-90٪) من المرضى.

## المسببات المرضية
سبب هذا الشرط غير معروف. ومع ذلك، في عدد كبير من المرضى، تم اكتشاف الحمض النووي للبكتريا المتفطرة السلية بواسطة PCR.

## علم الأمراض
يتميز بثلاث مراحل متداخلة من الالتهاب الوريدي (التهاب الأوعية الدموية) ، انسداد، والأوعية الدموية في شبكية العين.

## التشخيص
تشخيص مرض إيليس سريري بشكل رئيسي مع الإقصاء.

## العلاج
يشتمل علاج مرض إيليس على:
1. العلاج الطبي: يعتبر تناول الكورتيكوستيرويدات الفموية لفترات طويلة هو العلاج الرئيسي أثناء الالتهاب النشط. وقد أوصى أيضا دورة العلاج المضاد للبكتيريا في حالات انتقائية.
2. يشار إلى تخثير ضوئي ليزر لشبكية العين في مرحلة الأوعية الدموية.
3. مطلوب إجراء جراحة شبكية زجاجية للنزف الزجاجي دون حل وانفصال الشبكية الجر.
• في حالة وجود مرض السل النشط - تعامل مع ATT
• قم بإدارة نزف الجسم الزجاجي - العلاج الجزئي - الوضعي مع الوضع المدعم. المجموع h’ge - Pars Plana Vitrectomy

## علم الأوبئة
مرض إيلز يصيب البالغين الأصحاء. تم الإبلاغ عن غلبة الذكور (حتى 97.6٪) في غالبية هذه السلسلة. يتراوح عمر ظهور الأعراض بين 20 و 30 عامًا. وينظر الآن المرض أكثر شيوعا في شبه القارة الهندية.

## التاريخ
تم وصف الحالة لأول مرة في الشباب البالغين من قبل هنري إيليس (1852-1913) ، وهو طبيب عيون إنجليزي في عام 1880. على الرغم من أنه تم الإبلاغ عن ارتفاع معدل انتشار مرض إيليس بين الرجال، فقد ذكرت إحدى الدراسات أن الرجال والنساء يتأثرون على قدم المساواة.